# Jaromír Funke
Jaromír Funke (Skuteč, 1er août 1896 - Prague, 22 mars 1945) est un photographe et théoricien tchécoslovaque de l'entre-deux guerres. Il est aujourd'hui considéré comme un pionnier de la photographie d’avant garde.

## Biographie
Jaromír Funke est le fils unique d'un avocat de Kolín. Il reçoit son premier appareil à l'âge de douze ans.
Il étudie d'abord la médecine, puis le droit et la philosophie à l'Université Charles de Prague et à l'Université de Bratislava, mais ne se présente pas pour obtenir son diplôme. En tant que photographe amateur à partir de 1920, il a promu la photographie pure au lieu des tirages pictorialistes raffinés rappelant les arts graphiques ou la peinture. Photographe professionnel indépendant à partir de 1922, avec Josef Sudek et Adolf Schneeberger, il fonde la Société photographique tchèque en 1924 et publie des articles, notamment dans la revue Fotografik obzor . Il voulait que la photographie remplisse de nouvelles fonctions sociales. 
Funke a également exercé une grande influence en tant qu'enseignant, d'abord à l'École des arts et métiers de Bratislava (1931-35), qui suivait un programme inspiré du Bauhaus, puis à l'École nationale des arts graphiques de Prague (1935-44).
Si au début des années 1930, il prend des photos de nouveaux bâtiments d'architectes d'avant-garde tchèques, au début de la seconde guerre mondiale, craignant les destructions, il photographie les églises et les monuments historiques remarquables à Louny, Kolin et Prague.
Il meurt prématurément  le 22 mars 1945 alors qu’une opération d’urgence ne peut être menée étant donné une alerte d’attaque aérienne .
Dans son travail, Funke combine certaines des principales tendances de la photographie de l'entre-deux-guerres, il est d'abord inspiré par certains aspects des photographies d'Eugène Atget, de František Drtikol, de Man Ray, d'Alvin Langdon Coburn, de László Moholy-Nagy, les flous d'Edward Steichen, les  abstractions de Francis Bruguière, d'Alexandre Rodtchenko ou  de Jaroslav Rössler, mais développe toutefois son propre style. Il unit le constructivisme, le fonctionnalisme, le surréalisme au commentaire social, tout en conservant les qualités traditionnelles tchèques,.
Jaromír Funke est un des pionniers de la photographie d'avant-garde,,,.

## Collections
Les photographies de Funke figurent dans de nombreuses collections de premier plan ;  par exemple, le Musée des Arts décoratifs de Prague, la Galerie Morave de Brno, le Musée d'art d'Olomouc, le Centre Georges Pompidou à Paris, l’ 
IVAM à Valence, le Musée Städel à Francfort-sur-le-Main, le Musée Folkwang à Essen, le Museum der Moderne Salzburg, le Metropolitan Museum of Art de New York, le Museum of Modern Art de New York, la National Gallery of Art de Washington, le Museum of Fine Arts de Boston, l'Art Institute de Chicago, le Musée des Beaux-Arts de Houston, le J. Paul Getty Museum à Los Angeles, le Musée d'Art du comté de Los Angeles, le Musée des beaux-arts du Canada, le Musée des beaux-arts de l'Ontario à Toronto.